# پرستواقیانوسی سیاه
پرستواقیانوسی سیاه (نام علمی: Anous minutus) نام یک گونه از سرده پرستواقیانوسی‌ها است.

## نگارخانه

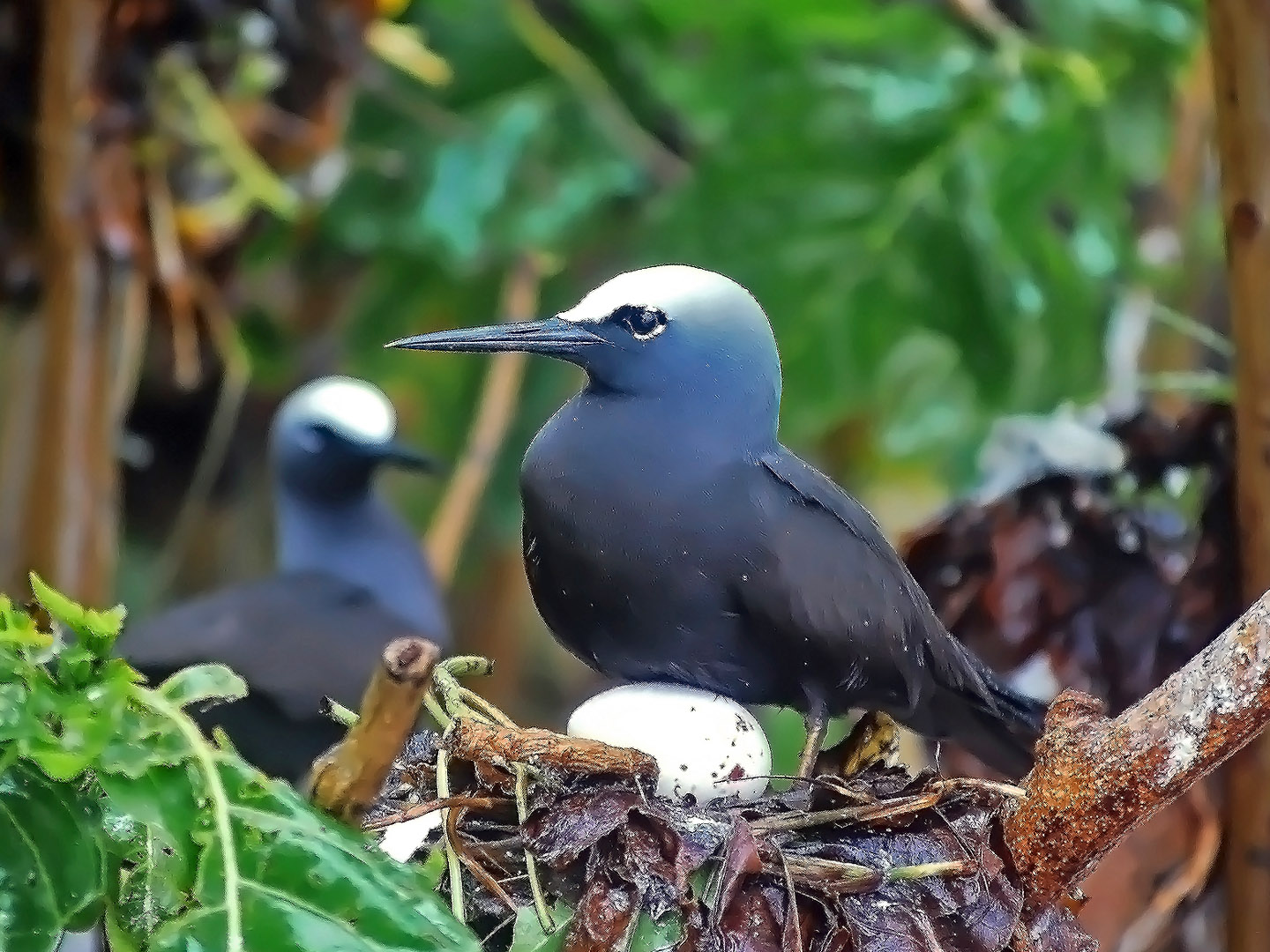
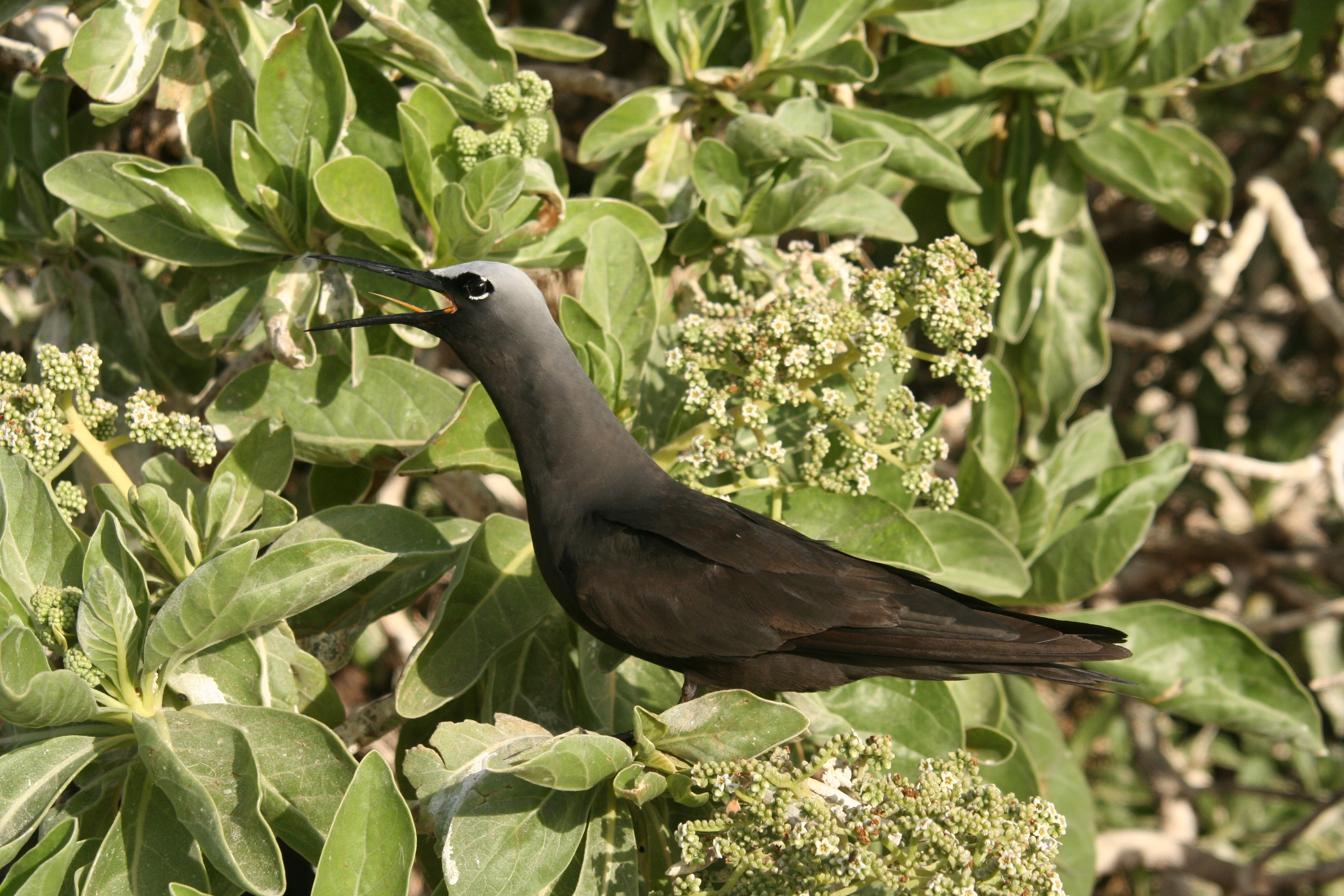
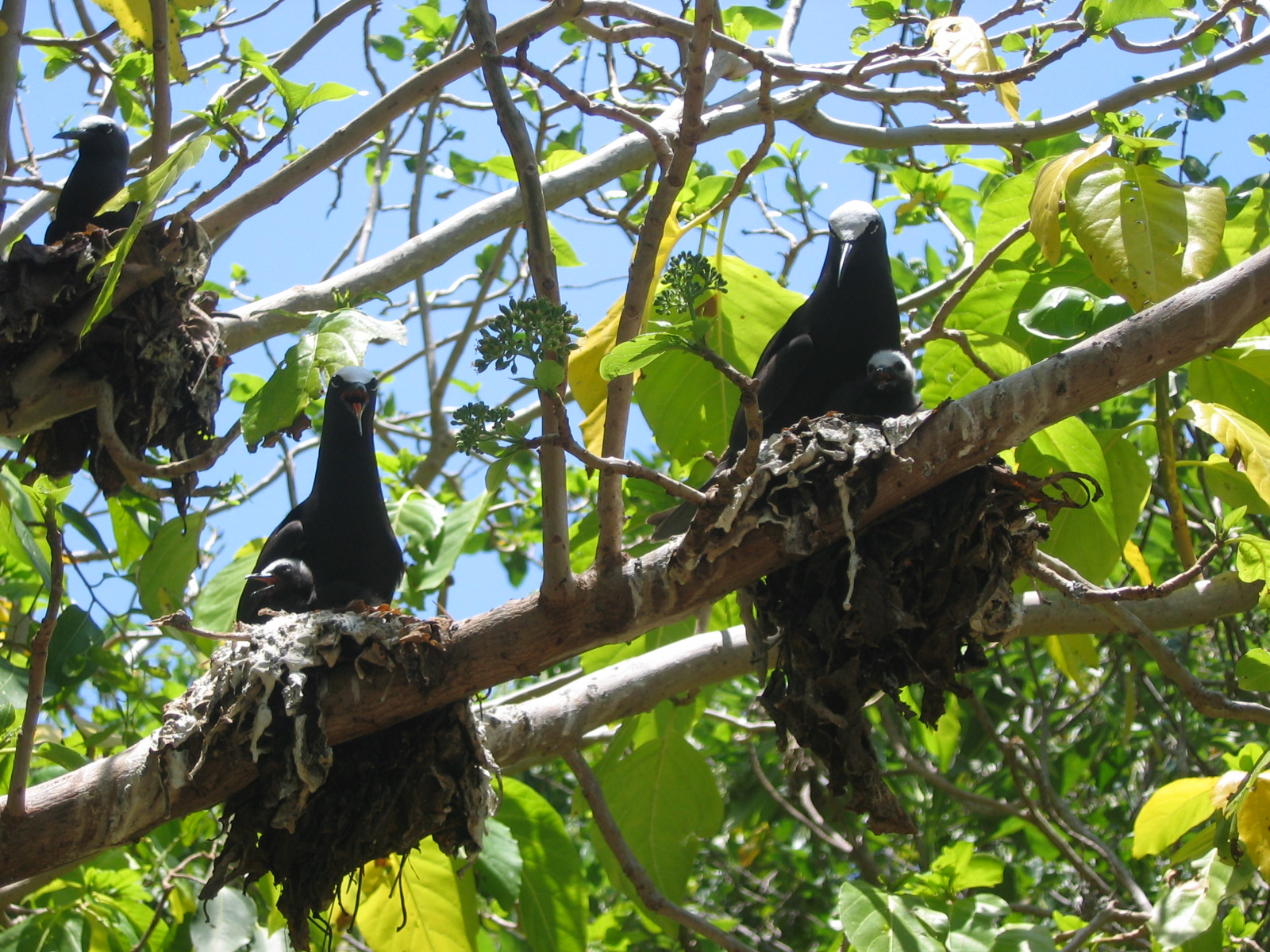
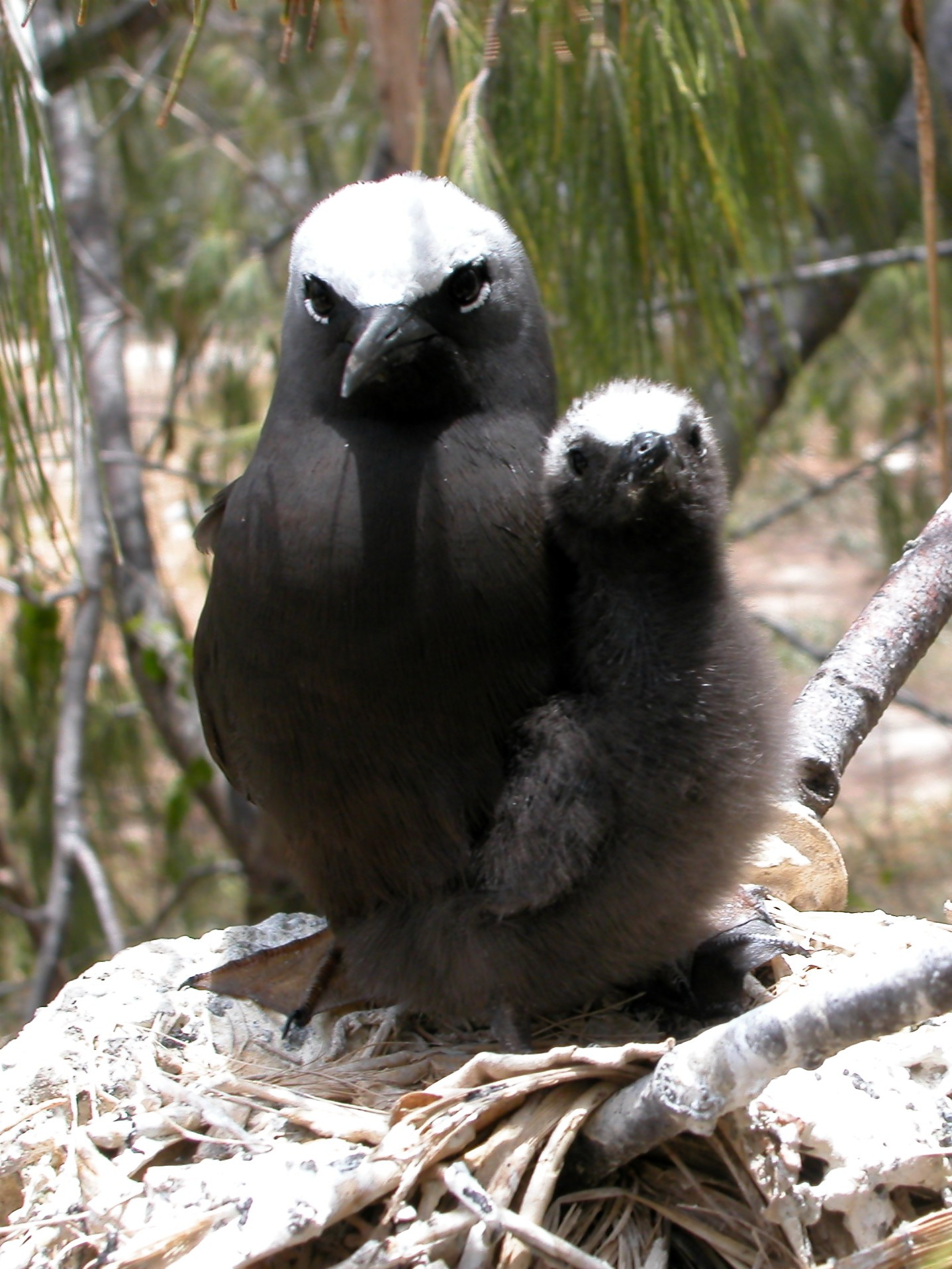
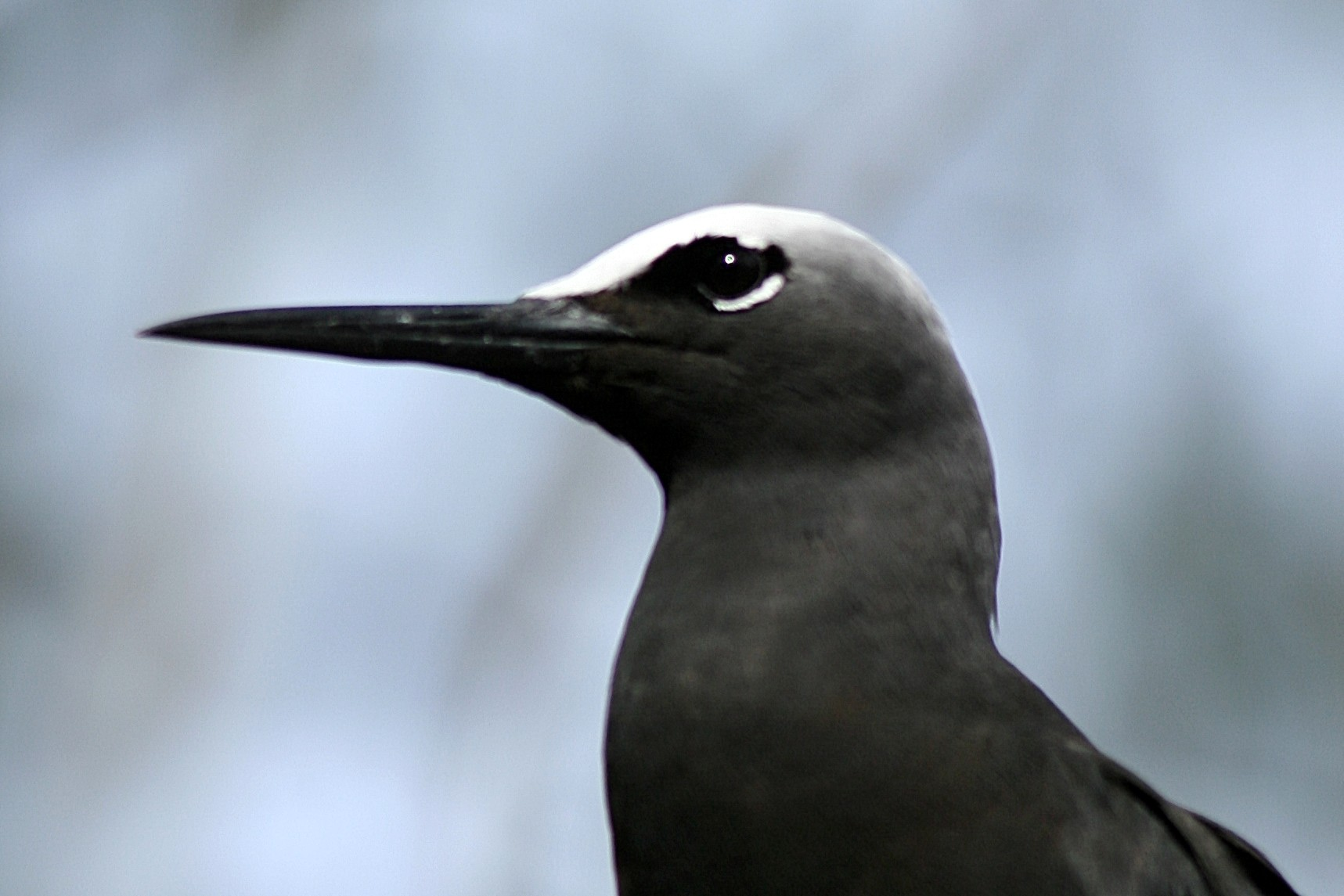
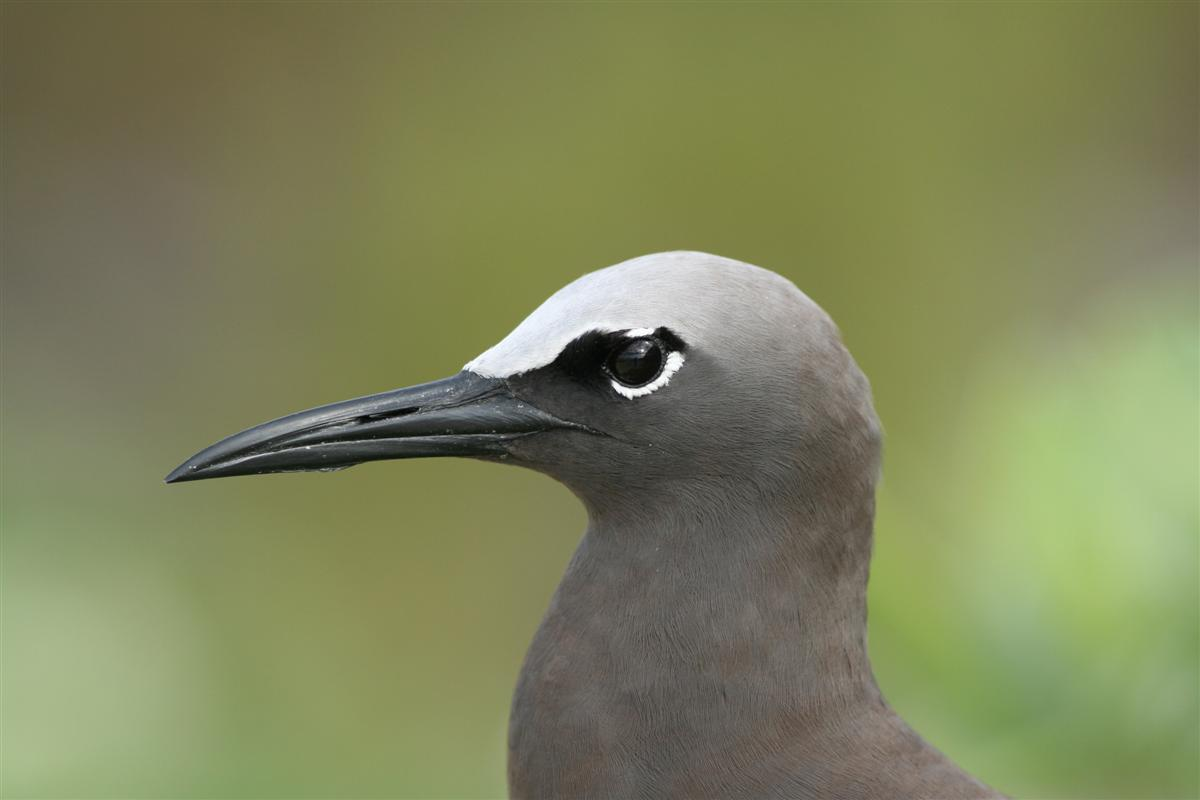
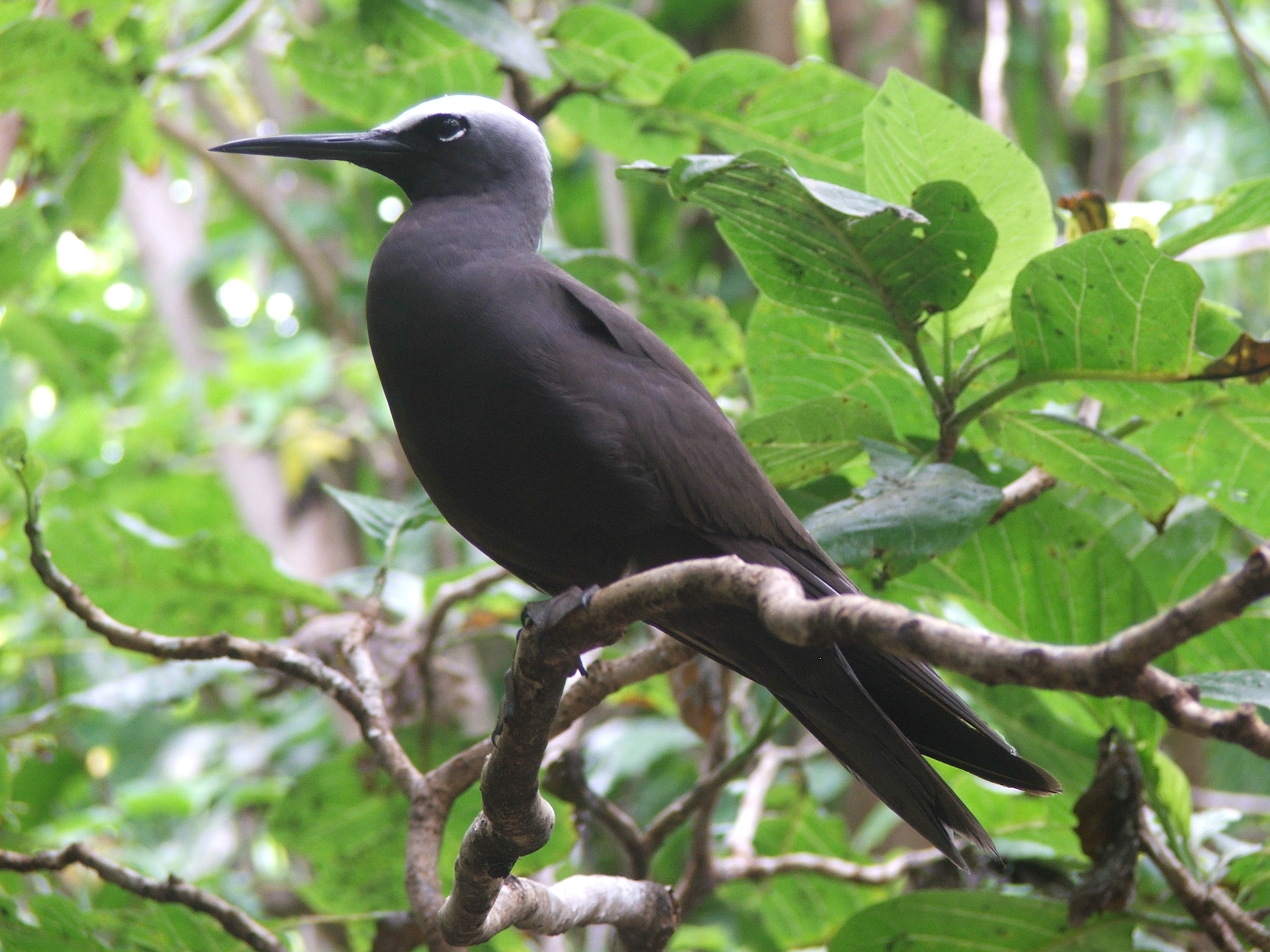
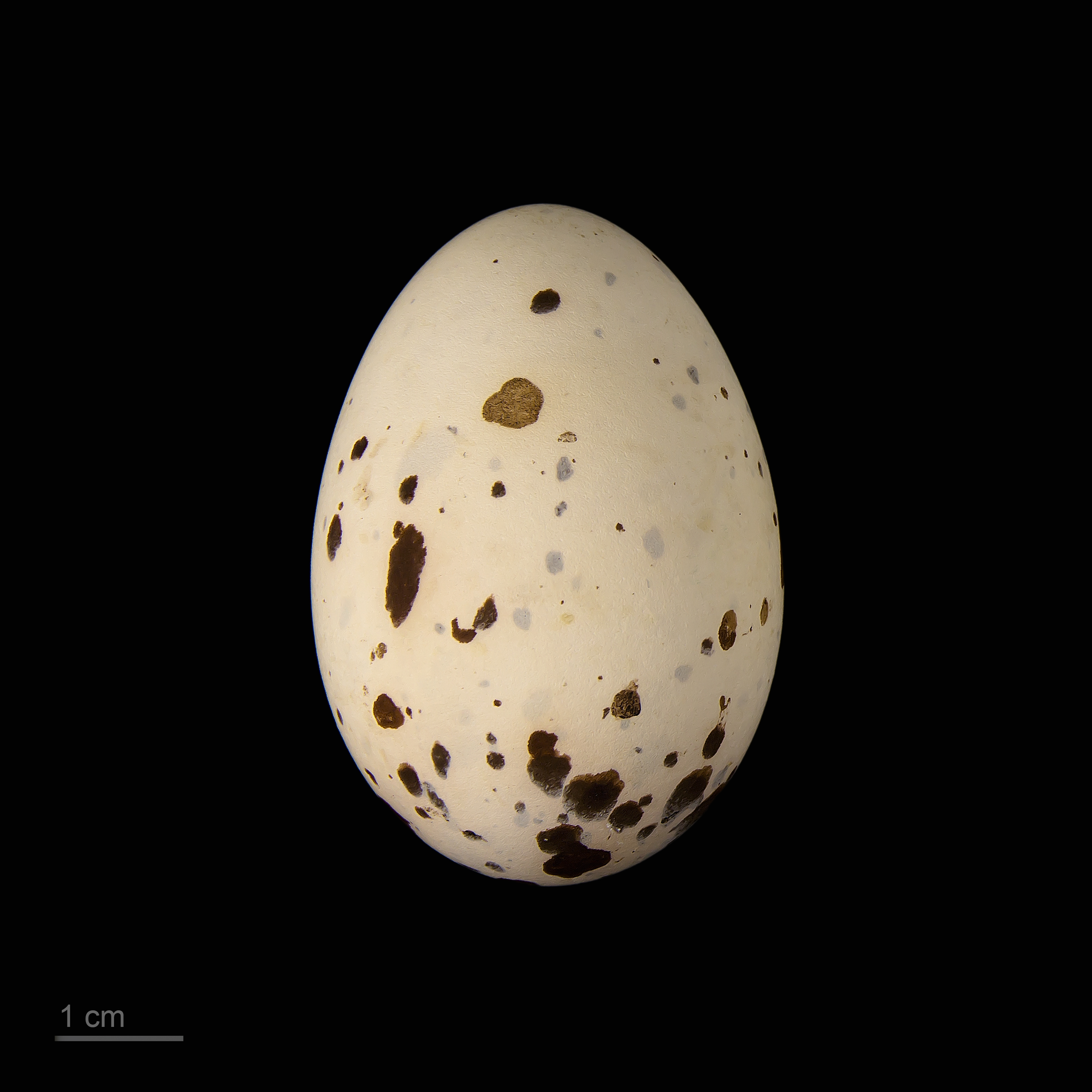
Museum specimen